# Fransures
Fransures település Franciaországban, Somme megyében. Lakosainak száma 127 fő (2022. január 1.). Fransures Bonneuil-les-Eaux, Gouy-les-Groseillers, Bosquel, Flers-sur-Noye, Lawarde-Mauger-l’Hortoy és Rogy községekkel határos.

## Népesség
A település népességének változása:
| Lakosok száma | 148  | 139  | 135  | 133  | 131  | 134  | 132  | 129  | 127  |
|               | 2013 | 2015 | 2016 | 2017 | 2018 | 2019 | 2020 | 2021 | 2022 |